# Правильний многокутник
| Правильний многокутник                | Правильний многокутник |
| ------------------------------------- | --- |
| Правильний дванадцятикутник (приклад) | |
| Тип                                   | многокутник |
| Властивості                           | Опуклий, рівносторонній, ізогональний (вершинно-транзитивний), ізотоксальний (реберно-транзитивний), конциклічний (вписаний в коло) |
|                                       | |
| Елементи                              | n ребер n вершин |
| Позначення                            | |
| Символ Шлефлі                         | {n} |
| Діаграма Коксетера-Динкіна            | або (x n o) |
| Група симетрії                        | Dn, порядок 2n (Діедральна група)                                                                                                   |
| Двоїстий                              | Самодвоїстий |

В евклідовій геометрії пра́вильний многоку́тник (багатоку́тник, n-ку́тник, поліго́н) — многокутник, у якого всі кути рівні і всі сторони рівні (мають однакову довжину).
Правильні многокутники можуть бути опуклими, зірчатими або просторовими.
Якщо n прямує до нескінченності, то правильний многокутник наближається за формою до кола, якщо зробити сталим значення периметру чи площі, або до апейрогона (пряма лінія), якщо зробити сталою довжину сторони.

## Опуклий правильний многокутник
Всі опуклі правильні многокутники є простими многокутниками. Всі правильні n-кутники подібні між собою.
Центром правильного многокутника називають точку, рівновіддалену від усіх його вершин і всіх його сторін.
Відрізок (а також його довжина) перпендикуляра, проведеного з центру правильного многокутника до його сторони, називається апотемою правильного многокутника. Апотема дорівнює радіусу вписаного в даний многокутник кола.

### Кути
Центральним кутом правильного n-кутника (кут α) називають кут, під яким сторону n-кутника видно з його центру.
{\displaystyle \alpha ={\frac {360^{0}}{n}}} градусів {\displaystyle ={\frac {2\pi }{n}}} радіан.
Сума центральних кутів: {\displaystyle \sum \alpha =360^{0}=2\pi } рад.
Внутрішній кут правильного n-кутника — кут між сусідніми сторонами:
{\displaystyle \beta ={\frac {180^{0}(n-2)}{n}}} градусів {\displaystyle ={\frac {(n-2)\cdot \pi }{n}}} радіан.
Сума внутрішніх кутів: {\displaystyle \sum \beta =180^{0}(n-2)}.
Зовнівнішній кут — кут, суміжний з внутрішнім кутом. {\displaystyle \gamma =180^{0}-\beta =\alpha }
{\displaystyle \gamma ={\frac {360^{0}}{n}}} градусів {\displaystyle ={\frac {2\pi }{n}}} радіан.
Сума зовнішніх кутів многокутника, взятих по одному біля кожної вершини, дорівнює 360⁰
| Сторона правильного n-кутника | Сторона правильного n-кутника                                                                     | Сторона правильного n-кутника                                                                     | Сторона правильного n-кутника                                                                                        | Сторона правильного n-кутника                                                                                        |
| n                             | через радіус описаного кола R {\displaystyle a=2\cdot \sin \left({\frac {\pi }{n}}\right)\cdot R} | через радіус описаного кола R {\displaystyle a=2\cdot \sin \left({\frac {\pi }{n}}\right)\cdot R} | через радіус вписаного кола r {\displaystyle a=2\cdot \mathop {\mathrm {tg} } \left({\frac {\pi }{n}}\right)\cdot r} | через радіус вписаного кола r {\displaystyle a=2\cdot \mathop {\mathrm {tg} } \left({\frac {\pi }{n}}\right)\cdot r} |
| ----------------------------- | ------------------------------------------------------------------------------------------------- | ------------------------------------------------------------------------------------------------- | --- | --- |
| 3                             | {\displaystyle {\sqrt {3}}\cdot R}                                                                | ≈ 1.7320508∙R                                                                                     | {\displaystyle 2{\sqrt {3}}\cdot r}                                                                                  | ≈ 3.4641016∙r |
| 4                             | {\displaystyle {\sqrt {2}}\cdot R}                                                                | ≈ 1.4142136∙R                                                                                     | {\displaystyle 2\cdot r}                                                                                             | = 2∙r |
| 5                             | {\displaystyle {\sqrt {\frac {5-{\sqrt {5}}}{2}}}\cdot R}                                         | ≈ 1.1755705∙R                                                                                     | {\displaystyle 2{\sqrt {5-2{\sqrt {5}}}}\cdot r}                                                                     | ≈ 1.4530851∙r |
| 6                             | {\displaystyle R}                                                                                 | = 1∙R                                                                                             | {\displaystyle {\frac {2{\sqrt {3}}}{3}}\cdot r}                                                                     | ≈ 1.1547005∙r |
| 7                             |                                                                                                   | ≈ 0.8677674∙R                                                                                     | | ≈ 0.9631492∙r |
| 8                             | {\displaystyle {\sqrt {2-{\sqrt {2}}}}\cdot R}                                                    | ≈ 0.7653669∙R                                                                                     | {\displaystyle 2({\sqrt {2}}-1)\cdot r}                                                                              | ≈ 0.8284271∙r |
| 9                             |                                                                                                   | ≈ 0.6840403∙R                                                                                     | | ≈ 0.7279405∙r |
| 10                            | {\displaystyle {\frac {{\sqrt {5}}-1}{2}}\cdot R}                                                 | ≈ 0.6180339∙R                                                                                     | {\displaystyle 2{\sqrt {\frac {5-2{\sqrt {5}}}{5}}}\cdot r}                                                          | ≈ 0.6498393∙r |
| 11                            |                                                                                                   | ≈ 0.5634651∙R                                                                                     | | ≈ 0.5872529∙r |
| 12                            | {\displaystyle {\sqrt {2-{\sqrt {3}}}}\cdot R}                                                    | ≈ 0.5176381∙R                                                                                     | {\displaystyle 2(2-{\sqrt {3}})\cdot r}                                                                              | ≈ 0.5358984∙r |

### Формули
Нехай  ‒ {\displaystyle a} сторона правильного n-кутника,
R ‒ радіус описаного кола,
r ‒ радіус вписаного кола,
P ‒ периметр,
{\displaystyle a_{p}} ‒ апотема правильного n-кутника.

#### Довжина сторони та периметр
Довжина сторони правильного n-кутника дорівнює:
{\displaystyle a=2\cdot \sin \left({\frac {\pi }{n}}\right)\cdot R=2\cdot \mathop {\mathrm {tg} } \left({\frac {\pi }{n}}\right)\cdot r=2\cdot {\sqrt {R^{2}-r^{2}}}}
Периметр ‒ сума всіх довжин сторін правильного n-кутника:
{\displaystyle P=n\cdot a=2n\cdot \sin \left({\frac {\pi }{n}}\right)\cdot R=2n\cdot \mathop {\mathrm {tg} } \left({\frac {\pi }{n}}\right)\cdot r=2n\cdot {\sqrt {R^{2}-r^{2}}}}
Периметри двох правильних n-кутників відносяться як їх відповідні лінійні елементи (сторони, радіуси вписаних чи описаних кіл).

Площа кільця, обмеженого вписаним та описаним колами многокутника

{\displaystyle {\frac {P_{1}}{P_{2}}}={\frac {a}{b}}={\frac {r_{1}}{r_{2}}}={\frac {R_{2}}{R_{2}}}}

#### Вписане та описане коло
Навколо кожного правильного n-кутника можна описати коло, і в кожен правильний n-кутник можна вписати коло. Тобто правильний многокутник є біцентричним. Центри вписаного і опиваного кіл співпадають і знаходяться в центрі правильного n-кутника.
Радіус вписаного кола правильного n-кутника (дорівнює апофемі правильного n-кутника) ‒ дотичний до всіх його ребер:
{\displaystyle r={\frac {1}{2}}\mathop {\mathrm {ctg} } \left({\frac {\pi }{n}}\right)\cdot a=\cos \left({\frac {\pi }{n}}\right)\cdot R={\sqrt {R^{2}-{\frac {a^{2}}{4}}}}}
Радіус описаного кола правильного n-кутника ‒ проходить через всі його вершини:
{\displaystyle R={\frac {1}{2\cdot \sin \left({\frac {\pi }{n}}\right)}}\cdot a=\sec \left({\frac {\pi }{n}}\right)\cdot r={\sqrt {r^{2}+{\frac {a^{2}}{4}}}}}
Площа кільця, утвореного вписаним та описаним колом залежить тільки від довжини сторони: {\displaystyle S={\frac {\pi }{4}}\cdot a^{2}}

#### Площа
Площу правильного многокутника з числом сторін {\displaystyle n} можна обчислити за формулами:
| {\displaystyle S={\frac {n}{4}}\mathop {\mathrm {ctg} } \left({\frac {\pi }{n}}\right)\cdot a^{2}} {\displaystyle S={\frac {n}{2}}\sin \left({\frac {2\pi }{n}}\right)\cdot R^{2}} {\displaystyle S=n\cdot \mathop {\mathrm {tg} } \left({\frac {\pi }{n}}\right)\cdot r^{2}} | {\displaystyle S={\frac {a\cdot n}{2}}{\sqrt {R^{2}-{\frac {a^{2}}{4}}}}={\frac {a\cdot n\cdot r}{2}}={\frac {1}{2}}P\cdot r=p\cdot a_{p}} де P , p ‒ периметр та півпериметр правильного n-кутника; {\displaystyle a_{p}} ‒ апотема правильного n-кутника; r, R — радіуси вписаного та описаного кіл/ апофема. |

Правильний n-кутник можна розбит на n рівних рівнобічних трикутників з вершинами в центрі многокутника. У кожного із цих трикутників основа дорівнює стороні многокутника, а висота — його апотемі. Застосовуємо формулу площі трикутника: {\displaystyle S={\frac {1}{2}}bh,}
де S — площа, b — основа, h — висота. Отримуємо формулу для обчислення площі правильного многокутника :
{\displaystyle S={\frac {1}{2}}a\cdot a_{p}\cdot n={\frac {1}{2}}P\cdot a_{p}}
де a — сторона правильного n-кутника, {\displaystyle a_{p}} — апофема, P — периметр.
Площі двох правильних n-кутників відносяться як квадрати їх відповідних лінійних елементів (сторін, радіусів вписаних чи описаних кіл, діагоналей).
{\displaystyle {\frac {S_{1}}{S_{2}}}={\frac {a^{2}}{b^{2}}}={\frac {r_{1}^{2}}{r_{2}^{2}}}={\frac {R_{1}^{2}}{R_{2}^{2}}}}

#### Формули для правильного многокутника з подвоєним числом сторін
Нехай навколо даного кола радіуса R описано правильний n-кутник зі стороною An , периметром Pn і площею Sn, і в це ж коло вписано правильний n-кутник зі стороною an , периметром pn і площею sn. Тоді:87:332:
| Для вписаного (в це ж коло) 2n-кутника з подвоєною кількістю сторін: | Для описаного (навколо цього ж кола) 2n-кутника з подвоєною кількістю сторін:                                                  | У коло радіуса R вписано правильний 2n-кутник зі стороною {\displaystyle a_{2n}} і площею {\displaystyle s_{2n}}.                        |
| --- | --- | --- |
| Сторона: {\displaystyle a_{2n}=R\cdot {\sqrt {2-2\cdot {\sqrt {1-\left({\frac {a_{n}}{2\cdot R}}\right)^{2}}}}}} {\displaystyle a_{2n}={\sqrt {2R^{2}-R\cdot {\sqrt {4R^{2}-a_{n}^{2}}}}}={\sqrt {\frac {a_{n}\cdot A_{2n}}{2}}}} | Сторона: {\displaystyle A_{2n}={\frac {2R\cdot A_{n}}{2R+{\sqrt {4R^{2}+A_{n}^{2}}}}}={\frac {a_{n}\cdot A_{n}}{a_{n}+A_{n}}}} | Сторона правильного n-кутника, вписаного в це ж коло: {\displaystyle a_{n}=a_{2n}\cdot {\sqrt {4-\left({\frac {a_{2n}}{R}}\right)^{2}}}} |
| Периметр: {\displaystyle p_{2n}={\sqrt {p_{n}\cdot P_{2n}}}} , {\displaystyle p_{2n}>p_{n}} | Периметр: {\displaystyle P_{2n}={\frac {2p_{n}\cdot P_{n}}{p_{n}+P_{n}}}} , {\displaystyle P_{n}>P_{2n}}                       | |
| Площа: {\displaystyle s_{2n}={\frac {n\cdot R^{2}}{\sqrt {2}}}\cdot {\sqrt {1-{\sqrt {1-\left({\frac {2s_{n}}{n\cdot R^{2}}}\right)^{2}}}}}}                                                                                      | Площа: {\displaystyle S_{2n}={\frac {2s_{2n}\cdot S_{n}}{s_{2n}+S_{n}}}}                                                       | Площа правильного n-кутника: {\displaystyle s_{n}=s_{2n}\cdot {\sqrt {1-\left({\frac {s_{2n}}{n\cdot R^{2}}}\right)^{2}}}}               |

Нехай навколо даного кола радіуса R описано правильний n-кутник зі стороною An , і в це ж коло вписано правильний n-кутник зі стороною an. Тоді:
{\displaystyle a_{n}={\frac {2R\cdot A_{n}}{\sqrt {4R^{2}+A_{n}^{2}}}}}
{\displaystyle A_{n}={\frac {2R\cdot a_{n}}{\sqrt {4R^{2}-a_{n}^{2}}}}}

### Діагоналі
Діагоналлю многокутника називають відрізок, що з'єднує дві несусідні вершини многокутника. Діагоналі, що виходять з однієї вершини опуклого n–кутника, ділять його на n — 2 трикутники.
Кількість діагоналей правильного n–кутника: {\displaystyle {\frac {n\cdot (n-3)}{2}}}
Кут між будь-якими сусідніми діагоналями, що виходять із однієї вершини (включно зі сторонами, що виходять із цієї вершини): {\displaystyle \varphi ={\frac {\pi }{n}}}
При парному n, {\displaystyle {\frac {n}{2}}} діагоналей правильного многокутника, що мають найбільшу довжину, перетинаються в одній точці — в центрі правильного многокутника;
При непарному n, {\displaystyle n} діагоналей, що мають найбільшу довжину, при перетині, утворюють всередині n–кутника такий же n–кутник меншого розміру.
Довжини діагоналей правильного n–кутника можна обчислити за формулою:
{\displaystyle d_{k}={\frac {\sin \left({\frac {(k+1)\cdot \pi }{n}}\right)}{\sin \left({\frac {\pi }{n}}\right)}}\cdot a} , при {\displaystyle k=1,2,3,...,n-3;(k\in \mathbb {N} )}
Всі діагоналі правильного n-кутника при перетині ділять його на 1, 4, 11, 24, 50, 80, 154, 220, 375, 444… частин (відповідно для n = 3, 4, 5, …)  A007678.
Кількість точок перетину діагоналей усередині правильного многокутника: 0, 1, 5, 13, 35, 49, 126, 161, 330, 301,… (відповідно для n = 3, 4, 5, …)  A006561.
- Найбільша кількість діагоналей правильного {\displaystyle n}-кутника, що перетинаються в одній точці, яка не є його вершиною або центром, дорівнює:
  - 2, якщо n непарне;
  - 3, якщо n парне, але не ділиться на 6;
  - 5, якщо n ділиться на 6, але не ділиться на 30;
  - 7, якщо n ділиться на 30

Для цих значень існує три виключення: ця кількість = 0 в трикутнику, 2 в шестикутнику та 4 в дванадцятикутнику..
Нехай існує наступна функція {\displaystyle \delta _{m}(n)={\begin{cases}1,&{\text{якщо }}n{\text{ ділиться на}}m\\0,&{\text{якщо }}n{\text{ не ділиться на }}m\end{cases}}}. Тоді:
- Кількість точок перетину діагоналей правильного n-кутника дорівнює[4]

{\displaystyle {\begin{array}{l}C_{n}^{4}+{\frac {-5n^{3}+45n^{2}-70n+24}{24}}\cdot \delta _{2}(n)-{\frac {3n}{2}}\cdot \delta _{4}(n)+{\frac {-45n^{2}+262n}{6}}\cdot \delta _{6}(n)+42n\cdot \delta _{12}(n)+60n\cdot \delta _{18}(n)+35n\cdot \delta _{24}(n)-\\-38n\cdot \delta _{30}(n)-82n\cdot \delta _{42}(n)-330n\cdot \delta _{60}(n)-144n\cdot \delta _{84}(n)-96n\cdot \delta _{90}(n)-144n\cdot \delta _{120}(n)-96n\cdot \delta _{210}(n)\end{array}}}
Де {\displaystyle C_{n}^{4}} — число сполук із {\displaystyle n} по {\displaystyle 4}.
- Кількість частин, на які діагоналі при перетині ділять правильный n-кутник дорівнює:[4]

{\displaystyle {\begin{array}{l}{\frac {n^{4}-6n^{3}+23n^{2}-42n+24}{24}}+{\frac {-5n^{3}+42n^{2}-40n-48}{48}}\cdot \delta _{2}(n)-{\frac {3n}{4}}\cdot \delta _{4}(n)+{\frac {-53n^{2}+310n}{12}}\cdot \delta _{6}(n)+{\frac {49n}{2}}\cdot \delta _{12}(n)+32n\cdot \delta _{18}(n)+\\+19n\cdot \delta _{24}(n)-36n\cdot \delta _{30}(n)-50n\cdot \delta _{42}(n)-190n\cdot \delta _{60}(n)-78n\cdot \delta _{84}(n)-48n\cdot \delta _{90}(n)-78n\cdot \delta _{120}(n)-48n\cdot \delta _{210}(n)\end{array}}}
Для правильного n-кутника, вписаного в коло одиничного радіуса, добуток відстаней від даної вершини до всіх інших вершин (включно із суміжними вершинами та вершинами, з'єднані діагоналями) дорівнює n.
Сума квадратів всіх сторін та всіх діагоналей правильного n-кутника, вписаного в коло радіуса R дорівнює n2R2:73, наслідок

### Координати вершин
Нехай {\displaystyle x_{0}} та {\displaystyle y_{0}} — координати центра, а {\displaystyle R} — радіус описаного навколо правильного многокутника кола, {\displaystyle {\phi }_{0}} — кутова координата першої вершини, тоді декартові координати вершин правильного многокутника визначаються формулами
{\displaystyle x_{i}=x_{0}+R\cos \left({\phi }_{0}+{\frac {2\pi i}{n}}\right)},
{\displaystyle y_{i}=y_{0}+R\sin \left({\phi }_{0}+{\frac {2\pi i}{n}}\right)},
де {\displaystyle i=0,\dots ,n-1}.

### Симетрія

Шість осьових симетрій правильного шестикутника

Групою симетрії правильного n-кутника є діедральна група Dn (порядку 2n): D2, D3, D4, … Вона складається з n обертових симетрій і n осьових симетрій.
Якщо n парне, тоді існує n/2 осей симетрій, що проходять через дві протилежні вершини, а інша половина через середини протилежних сторін.
Якщо n непарне, то всі осі проходять через вершину та середину протилежної сторони.
Так чи інакше, існує n осей симетрії і 2n елементів у групі симетрій. Відбиття відносно однієї з осей симетрії із наступним відбиттям відносно іншої осі рівноцінно обертанню на подвоєний кут між осями.

## Властивості
1. Всі бісектриси кутів між сторонами рівні і проходять через центр правильного многокутника.
2. Всі серединні перпендикуляри проходять через центр правильного многокутника. Щоб знайти центр правильного n-кутника, достатньо знайти точку перетину двох серединних перпендикулярів, проведених до сусідніх сторін.
3. Центр мас правильного n-кутника лежить у його геометричному центрі
4. Правильний n-кутник можна побудувати за допомогою циркуля й лінійки тоді і тільки тоді, коли {\displaystyle n=2^{k}\cdot p_{1}\cdot \ldots \cdot p_{m}}, де — різні прості числа Ферма.
  - Зокрема, правильний n-кутник є таким, що будується, якщо n = 3, 4, 5, 6, 8, 10, 12, 15, 16, 17, 20, 24, 30, 32, 34, 40, 48, 51, 60, 64, 68, 80, 85, 96, 102, 120, … послідовність  A003401
5. Правильними n-кутниками можна замостити площину без проміжків та накладень тільки при n = 3, 4 та 6 , тобто тільки правильними трикутниками, квадратами та правильними шестикутниками.

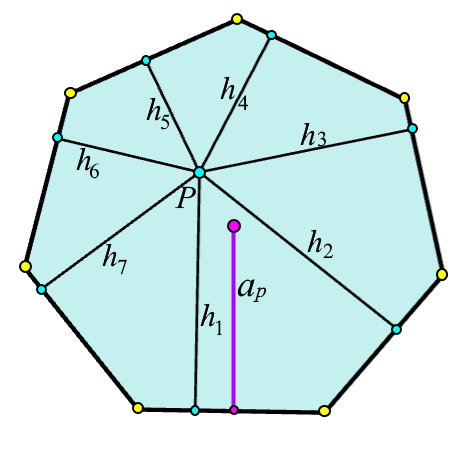
Теорема Вівіані для правильного семикутника

Теорема Вівіані для правильного n-кутника
У своєму виданні п'ятої книги «Конічні перетини» Аполлонія Вівіані надає таку теорему:
| У правильному опуклому n-кутнику сума відстаней від будь-якої точки всередині многокутника до його сторін (або їх продовжень) постійна і не залежить від розташування точки. |

Зокрема, якщо {\displaystyle h_{i}} ‒ відстані від деякої точки Р, що лежить всередині правильного n-кутника, до його сторін,
{\displaystyle a_{p}} ‒ апотема цього n-кутника, то виконується рівність:72
{\displaystyle \textstyle \sum _{i=1}^{n}\displaystyle h_{i}=a_{p}\cdot n}

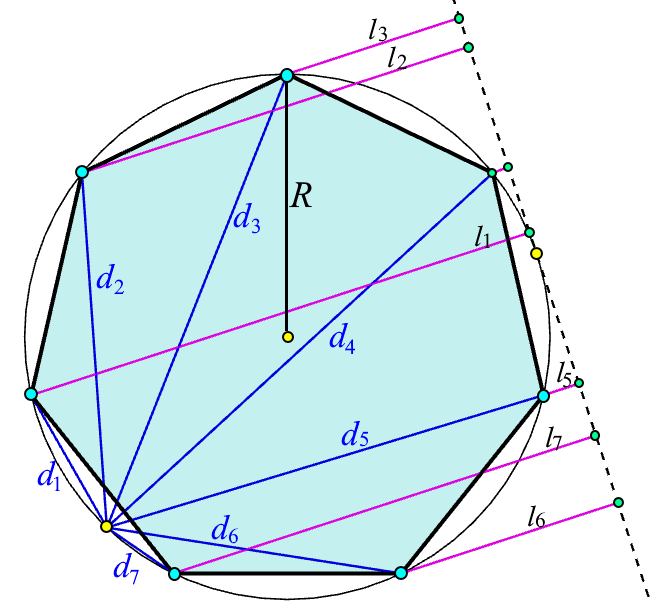
Ілюстрація теорем, пов'язаних з описаним колом правильного многокутника

Сума довжин перпендикулярів, опущених з вершин правильного n-кутника на будь-яку пряму, дотичну до описаного кола, дорівнює радіусу описаного кола, помноженому на n::73
{\displaystyle \textstyle \sum _{i=1}^{n}\displaystyle \ell _{i}=n\cdot R}
Сума квадратів відстаней від вершин правильного n-кутника до будь-якої точки на описаному колі дорівнює,:73
{\displaystyle \textstyle \sum _{i=1}^{n}\displaystyle d_{i}^{2}=2n\cdot R^{2}}
де R — радіус описаного кола.
Сума квадратів відстаней від середин сторін правильного n-кутника до будь-якої точки описаного кола дорівнює:73
{\displaystyle \textstyle \sum _{i=1}^{n}\displaystyle m_{i}^{2}=2n\cdot R^{2}-{\frac {1}{4}}n\cdot a^{2}}
де {\displaystyle a} — довжина сторони правильного n-кутника
Якщо {\displaystyle d_{i}} — відстані від вершин правильного {\displaystyle n}-кутника до будь-якої точки на описаному колі, то:
{\displaystyle 3\left(\sum _{i=1}^{n}d_{i}^{2}\right)^{2}=2n\sum _{i=1}^{n}d_{i}^{4}}.
Точка в площині правильного n-кутника
Нехай {\displaystyle d_{i}} — відстані від довільної точки площини до вершин правильного n-кутника, а R — радіус описаного кола. Тоді виконується рівність:
{\displaystyle {\frac {1}{n}}\sum _{i=1}^{n}d_{i}^{4}+3R^{4}=\left({\frac {1}{n}}\sum _{i=1}^{n}d_{i}^{2}+R^{2}\right)^{2}.}
Існують формули для більших показників степеня відстаней {\displaystyle d_{i}}. Якщо:
{\displaystyle S_{n}^{(2m)}={\frac {1}{n}}\sum _{i=1}^{n}d_{i}^{2m}},
то:
{\displaystyle S_{n}^{(2m)}=\left(S_{n}^{(2)}\right)^{m}+\sum _{k=1}^{\left\lfloor {\frac {m}{2}}\right\rfloor }{\binom {m}{2k}}{\binom {2k}{k}}R^{2k}\left(S_{n}^{(2)}-R^{2}\right)^{k}\left(S_{n}^{(2)}\right)^{m-2k}},
а також
{\displaystyle S_{n}^{(2m)}=\left(S_{n}^{(2)}\right)^{m}+\sum _{k=1}^{\left\lfloor {\frac {m}{2}}\right\rfloor }{\frac {1}{2^{k}}}{\binom {m}{2k}}{\binom {2k}{k}}\left(S_{n}^{(4)}-\left(S_{n}^{(2)}\right)^{2}\right)^{k}\left(S_{n}^{(2)}\right)^{m-2k}},
де {\displaystyle m} — додатне ціле число менше ніж {\displaystyle n}.
Якщо {\displaystyle L} — відстань від довільної точки на площині до центра правильного n-кутника з радіусом описаного кола {\displaystyle R}, то:
{\displaystyle \sum _{i=1}^{n}d_{i}^{2m}=n\left(\left(R^{2}+L^{2}\right)^{m}+\sum _{k=1}^{\left\lfloor {\frac {m}{2}}\right\rfloor }{\binom {m}{2k}}{\binom {2k}{k}}R^{2k}L^{2k}\left(R^{2}+L^{2}\right)^{m-2k}\right)},
де {\displaystyle m} = 1, 2, …, {\displaystyle n-1}.

## Застосування
Правильними многокутниками за визначенням є грані правильних многогранників.
Давньогрецькі математики (Антіфон, Брісон, Архімед та ін.) використовували правильні многокутники для обчислення числа {\displaystyle \pi }. Вони обчислювали площі вписаних в коло і описаних навколо нього многокутників, поступово збільшуючи число їх сторін і отримуючи таким чином оцінку площі кола.

## Історія
Побудова правильного многокутника (n-кутника) за допомогою циркуля та лінійки залишалась проблемою для математиків до XIX століття. Така побудова ідентична розділенню кола на n рівних частин, оскільки з'єднавши між собою точки, що ділять коло на рівні частини, можна отримати шуканий многокутник.
Евклід у своїх «Началах» описав побудову правильних многокутників у Книзі IV і вирішив задачу для n = 3, 4, 5, 6, 15. Він визначив певний критерій можливості побудувати многокутник, хоча цей критерій і не було описано в «Началах». Давньогрецькі математики вміли будувати многокутник з 2m сторонами (при цілому m > 1), маючи вже побудований многокутник із кількістю сторін 2m — 1: поділом дуги на дві частини. Таким чином із двох півкіл можна побудувати квадрат, потім правильний восьмикутник, правильний шістнадцятикутник і так далі. Окрім цього, в тій же книзі Евклід вказав і другий критерій: якщо відомо, як будувати многокутники з r та s сторонами, де r та s — взаємно прості числа, то можна побудувати і многокутник із r × s сторонами. Синтезуючи ці два способи, можна дійти висновку, що стародавні математики вміли будувати правильні многокутники з {\displaystyle 2^{m}\cdot {p_{1}}^{k_{1}}\cdot {p_{2}}^{k_{2}}} сторонами, де m — ціле невід'ємне число, {\displaystyle {p_{1}},{p_{2}}} — числа 3 та 5, а {\displaystyle {k_{1}},{k_{2}}} приймають значення 0 або 1.
Середньовічна математика майже ніяк не просунулась у цьому питанні. Лише 1796 року Карлу Фрідріху Гаусу вдалося довести, що коли кількість сторін правильного многокутника дорівнює простому числу Ферма, до яких, крім 3 та 5, належать 17, 257 и 65537, то його можна побудувати за допомогою циркуля та лінійки. Якщо брати взагалі, із цього випливає, що правильний многокутник можливо побудувати, якщо кількість його сторін дорівнює {\displaystyle 2^{k_{0}}{p_{1}}^{k_{1}}{p_{2}}^{k_{2}}\cdots {p_{s}}^{k_{s}}}, де {\displaystyle {k_{0}}} — ціле невід'ємне число, {\displaystyle {k_{1}},{k_{2}}\cdots {k_{s}}} набувають значення 0 або 1, а {\displaystyle \mathrm {p_{j}} } — прості числа Ферма.
Гаус підозрював, що ця умова є не тільки достатньою, але й необхідною, але вперше це довів П'єр Лоран Ванцель 1836 року.
Крапку в справі побудови правильних многокутників поставила побудова правильних 17-, 257- та 65537-кутників. Першу винайшов Йоханес Ерхінгер 1825 року, другу — Фрідріх Юліус Рішело 1832 року, третю — Іоган Густав Гермес 1894 року.
Відтоді проблема вважається повністю вирішеною.

## Розбиття
Гарольд Коксетер стверджує, що кожен зоногон (2m-кутник, протилежні сторони якого паралельні й мають однакову довжину) можна розрізати на
{\displaystyle {\binom {m}{2}}={\frac {m\cdot (m-1)}{2}}} паралелограмів. Ці мозаїки містяться як підмножини вершин, ребер і граней в ортогональних проекціях m-кубів.
Зокрема, це справедливо для будь-якого правильного многокутника з парною кількістю сторін, у цьому випадку всі паралелограми є ромбами.
Послідовність  A006245 містить кількість ромбів у розбитті правильного 2m-кутника.
| 2m         | 6 | 8 | 10 | 12 | 14 | 16 | 18 | 20 | 24 | 30  | 40  | 50  |
| ---------- | - | - | -- | -- | -- | -- | -- | -- | -- | --- | --- | --- |
| Зображення |   |   |    |    |    |    |    |    |    |     |     |     |
| Ромби      | 3 | 6 | 10 | 15 | 21 | 28 | 36 | 45 | 66 | 105 | 190 | 300 |